# Discografia dei Boston
La discografia del gruppo musicale statunitense Boston comprende sei album in studio, una raccolta, e tredici singoli. L'omonimo album di debutto è stato pubblicato nel 1976 dalla Epic Records. Trainato da singoli come More Than a Feeling, Foreplay/Long Time e Peace of Mind, l'album raggiunse il terzo posto nella Billboard 200 e rimase in classifica per 132 settimane. È diventato 17 volte disco di platino negli Stati Uniti e risulta come l'album di debutto più venduto nella storia della musica rock.
Il secondo album del gruppo, Don't Look Back, è stato pubblicato nel 1978. Raggiunse il primo posto in classifica sia negli Stati Uniti che in Canada.
Dopo una pausa di otto anni dovuta in parte a questioni legali, il successivo album dei Boston, Third Stage, è stato pubblicato dalla MCA Records nel 1986. Anche questo raggiunse il primo posto sia negli Stati Uniti che in Canada. Il brano Amanda divenne l'unico singolo del gruppo capace di raggiungere la vetta delle classifiche.
Walk On, il loto quarto album, è stato pubblicato nel 1994. Raggiunse il settimo posto negli Stati Uniti e il decimo posto in Canada. Quello stesso anno venne immesso sul mercato il primo Greatest Hits del gruppo.
In totale, i Boston hanno venduto oltre 31 milioni di album negli Stati Uniti.

## Album

### Album in studio
| Anno                                                                                               | Titolo | Classifiche | Classifiche | Classifiche | Classifiche | Classifiche | Classifiche | Classifiche | Classifiche | Classifiche | Classifiche | Certificazioni                                   |
| Anno                                                                                               | Titolo | US          | AUS         | CAN         | GER         | NLD         | NOR         | NZ          | SWE         | SWI         | UK          | Certificazioni                                   |
| -------------------------------------------------------------------------------------------------- | --- | ----------- | ----------- | ----------- | ----------- | ----------- | ----------- | ----------- | ----------- | ----------- | ----------- | ------------------------------------------------ |
| 1976                                                                                               | Boston - Pubblicazione: 25 agosto 1976 - Etichetta: Epic Records - Formati: LP, CD, MC                                 | 3           | 16          | 7           | 4           | 11          | —           | 16          | 26          | —           | 11          | - CAN: Diamante - UK: Oro - US: 17× Platino      |
| 1978                                                                                               | Don't Look Back - Pubblicazione: 2 agosto 1978 - Etichetta: Epic Records - Formati: LP, CD, MC                         | 1           | 8           | 1           | 10          | 10          | 9           | 17          | 8           | —           | 9           | - CAN: 4× Platino - UK: Argento - US: 7× Platino |
| 1986                                                                                               | Third Stage - Pubblicazione: 23 settembre 1986 - Etichetta: MCA Records - Formati: CD, LP, MC                          | 1           | 35          | 1           | 25          | 15          | —           | —           | 23          | 13          | 37          | - CAN: 3× Platino - US: 4× Platino               |
| 1994                                                                                               | Walk On - Pubblicazione: 7 giugno 1994 - Etichetta: MCA Records - Formati: CD, LP, MC                                  | 7           | —           | 10          | 40          | 25          | —           | —           | 16          | 16          | 56          | - CAN: Platino - US: Platino                     |
| 2002                                                                                               | Corporate America - Pubblicazione: 27 agosto 2002 - Etichetta: Artemis Records - Formati: CD, MC                       | 42          | —           | —           | —           | —           | —           | —           | —           | —           | —           |                                                  |
| 2013                                                                                               | Life, Love & Hope - Pubblicazione: 3 dicembre 2013 - Etichetta: Frontiers Records - Formati: CD, LP, download digitale | 37          | —           | —           | —           | 93          | —           | —           | —           | 74          | —           |                                                  |
| "—" indica una pubblicazione che non si è classificata o che non è stata pubblicata in quel Paese. | |             |             |             |             |             |             |             |             |             |             |                                                  |

### Raccolte
| Anno | Titolo                                                                                   | Classifiche | Classifiche | Certificazioni             |
| Anno | Titolo                                                                                   | US          | CAN         | Certificazioni             |
| ---- | ---------------------------------------------------------------------------------------- | ----------- | ----------- | -------------------------- |
| 1997 | Greatest Hits - Pubblicazione: 3 giugno 1997 - Etichetta: Warner Bros. - Formati: CD, MC | 47          | 61          | - UK: Oro - US: 2× Platino |

## Singoli
| Anno                                                                                               | Singolo                          | Classifiche | Classifiche | Classifiche | Classifiche | Classifiche | Classifiche | Classifiche | Classifiche | Classifiche | Classifiche | Classifiche | Certificazioni                         | Album di provenienza |
| Anno                                                                                               | Singolo                          | US          | US Rock     | AUS         | CAN         | GER         | IRL         | NLD         | NOR         | NZ          | SWI         | UK          | Certificazioni                         | Album di provenienza |
| -------------------------------------------------------------------------------------------------- | -------------------------------- | ----------- | ----------- | ----------- | ----------- | ----------- | ----------- | ----------- | ----------- | ----------- | ----------- | ----------- | -------------------------------------- | -------------------- |
| 1976                                                                                               | More Than a Feeling              | 5           | —           | 11          | 4           | 15          | —           | 13          | —           | 15          | 9           | 22          | - ITA: Platino - UK: Platino - US: Oro | Boston               |
| 1977                                                                                               | Foreplay/Long Time               | 22          | —           | —           | 9           | 39          | —           | —           | —           | —           | —           | —           |                                        | Boston               |
| 1977                                                                                               | Peace of Mind                    | 38          | —           | —           | 41          | —           | —           | —           | —           | —           | —           | —           |                                        | Boston               |
| 1978                                                                                               | Don't Look Back                  | 4           | —           | 51          | 6           | —           | 8           | 14          | —           | —           | —           | 43          |                                        | Don't Look Back      |
| 1979                                                                                               | A Man I'll Never Be              | 31          | —           | —           | 27          | —           | —           | —           | —           | —           | —           | —           |                                        | Don't Look Back      |
| 1979                                                                                               | Feelin' Satisfied                | 46          | —           | —           | 84          | —           | —           | —           | —           | —           | —           | —           |                                        | Don't Look Back      |
| 1986                                                                                               | Amanda                           | 1           | 1           | 25          | 1           | 46          | —           | 22          | 10          | 32          | 12          | 84          | - CAN: Oro                             | Third Stage          |
| 1986                                                                                               | Cool the Engines                 | —           | 4           | —           | —           | —           | —           | —           | —           | —           | —           | —           |                                        | Third Stage          |
| 1986                                                                                               | We're Ready                      | 9           | 2           | —           | 25          | —           | —           | —           | —           | —           | —           | —           |                                        | Third Stage          |
| 1987                                                                                               | Can'tcha Say (You Believe in Me) | 20          | 7           | —           | 88          | —           | —           | —           | —           | —           | —           | 82          |                                        | Third Stage          |
| 1987                                                                                               | Hollyann                         | —           | —           | —           | —           | —           | —           | —           | —           | —           | —           | —           |                                        | Third Stage          |
| 1994                                                                                               | I Need Your Love                 | 51          | 4           | —           | 17          | —           | —           | —           | —           | —           | —           | 100         |                                        | Walk On              |
| 1994                                                                                               | Walk On Medley                   | —           | 14          | —           | —           | —           | —           | —           | —           | —           | —           | —           |                                        | Walk On              |
| "—" indica una pubblicazione che non si è classificata o che non è stata pubblicata in quel Paese. |                                  |             |             |             |             |             |             |             |             |             |             |             |                                        |                      |